# Liste de projections cartographiques
Cette liste recense différentes méthodes de projection cartographique.

## Tableau de projections
| Projection                                                                                                  | Traduction graphique | Type                       | Propriétés                | Inventeur                                                                | Année                | Notes |
| --- | -------------------- | -------------------------- | ------------------------- | ------------------------------------------------------------------------ | -------------------- | --- |
| Équirectangulaire = équidistante cylindrique = rectangulaire = parallélogrammatique                         |                      | Cylindrique                | Équidistante Aphylactique | Marin de Tyr                                                             | 120                  | Les distances sont conservées le long des méridiens. Plate carrée : cas particulier ayant l'équateur comme parallèle de référence.                                                               |
| Cassini =Cassini Soldner                                                                                    |                      | Cylindrique                | Équidistante              | César-François Cassini de Thury                                          | 1745                 | C'est la projection transverse à la projection équirectangulaire; Les distances le long du méridien central sont conservées. Les distances perpendiculaires au méridien central sont conservées. |
| Mercator = Wright                                                                                           |                      | Cylindrique tangente       | Conforme                  | Gerardus Mercator                                                        | 1569                 | Conservation des angles mais pas des distances. Les zones polaires ne sont pas représentables.                                                                                                   |
| Transverse Universelle de Mercator = UTM = Gauss-Krüger = Gauss conforme = Transverse Mercator ellipsoïdale |                      | Cylindrique                | Conforme                  | Carl Friedrich Gauss Johann Heinrich Louis Krüger                        | 1822                 | |
| Stéréographique de Gall Similaire à Braun                                                                   |                      | Cylindrique                | Compromis                 | James Gall                                                               | 1885                 | |
| Cylindrique de Miller = Miller                                                                              |                      | Cylindrique                | Compromis                 | Osborn Maitland Miller                                                   | 1942                 | Version proche de celle de Mercator permettant de couvrir les zones polaires. |
| Équivalente cylindrique de Lambert                                                                          |                      | Cylindrique                | Équivalente               | Johann Heinrich Lambert                                                  | 1772                 | |
| Behrmann |                      | Cylindrique                | Équivalente               | Walter Behrmann                                                          | 1910                 | |
| Hobo-Dyer                                                                                                   |                      | Cylindrique                | Équivalente               | Mick Dyer                                                                | 2002                 | |
| Gall–Peters = Gall orthographic = Peters                                                                    |                      | Cylindrique                | Équivalente               | James Gall (Arno Peters)                                                 | 1855                 | |
| Sinusoïdale = Sanson-Flamsteed = Équivalente Mercator                                                       |                      | Pseudo-cylindrique         | Équivalente               | (Plusieurs, la première est inconnue)                                    | 1600 (env.)          | |
| Mollweide = elliptique = Babinet = homolographique                                                          |                      | Pseudo-cylindrique         | Équivalente               | Karl Brandan Mollweide                                                   | 1805                 | |
| Eckert II                                                                                                   |                      | Pseudo-cylindrique         | Équivalente               | Max Eckert-Greifendorff                                                  | 1906                 | |
| Eckert IV                                                                                                   |                      | Pseudo-cylindrique         | Équivalente               | Max Eckert-Greifendorff                                                  | 1906                 | |
| Eckert VI                                                                                                   |                      | Pseudo-cylindrique         | Équivalente               | Max Eckert-Greifendorff                                                  | 1906                 | |
| Goode |                      | Pseudo-cylindrique         | Équivalente               | John Paul Goode                                                          | 1923                 | |
| Kavrayskiy VII                                                                                              |                      | Pseudo-cylindrique         | Compromis                 | Vladimir V. Kavrayskiy                                                   | 1939                 | |
| Robinson |                      | Pseudo-cylindrique         | Compromis                 | Arthur H. Robinson                                                       | 1963                 | |
| Natural Earth                                                                                               |                      | Pseudo-cylindrique         | Compromis                 | Tom Patterson                                                            | 2011                 | |
| Equal Earth                                                                                                 |                      | Pseudo-cylindrique         | Équivalente               | Bojan Šavrič, Bernhard Jenny et Tom Patterson                            | 2018                 | |
| Hyperelliptique de Tobler                                                                                   |                      | Pseudo-cylindrique         | Équivalente               | Waldo Tobler                                                             | 1973                 | |
| Wagner VI                                                                                                   |                      | Pseudo-cylindrique         | Compromis                 | K.H. Wagner                                                              | 1932                 | |
| Collignon                                                                                                   |                      | Pseudo-cylindrique         | Équivalente               | Édouard Collignon                                                        | 1865 (env.)          | |
| HEALPix |                      | Pseudo-cylindrique         | Équivalente               | Krzysztof M. Górski                                                      | 1997                 | |
| Parabolique de Craster =Reinhold Putniņš P4                                                                 |                      | Pseudo-cylindrique         | Équivalente               | John Craster                                                             | 1929                 | |
| Projection quartique plane polaire = McBryde-Thomas no 4                                                    |                      | Pseudo-cylindrique         | Équivalente               | Felix W. McBryde, Paul Thomas                                            | 1949                 | |
| Authalique quartique                                                                                        |                      | Pseudo-cylindrique         | Équivalente               | Karl Siemon Oscar Adams                                                  | 1937 1944            | |
| The Times                                                                                                   |                      | Pseudo-cylindrique         | Compromis                 | John Muir                                                                | 1965                 | |
| Loximutale                                                                                                  |                      | Pseudo-cylindrique         |                           | Karl Siemon, Waldo Tobler                                                | 1935, 1966           | |
| Aïtoff |                      | Pseudo-azimutale           | Compromis                 | David A. Aïtoff                                                          | 1889                 | |
| Hammer = Hammer-Aïtov variations : Briesemeister ; Nordique                                                 |                      | Pseudo-azimutale           | Équivalente               | Ernst Hammer                                                             | 1892                 | |
| Winkel-Tripel                                                                                               |                      | Pseudo-azimutale           | Compromis                 | Oswald Winkel                                                            | 1921                 | |
| Van der Grinten                                                                                             |                      | Autre                      | Compromis                 | Alphons J. van der Grinten                                               | 1904                 | |
| Conique équidistante = conique simple                                                                       |                      | Conique                    | Équidistante              | Basée sur la 1re projection de Ptolémée                                  | 100 (env.)           | |
| Conique conforme de Lambert                                                                                 |                      | Conique                    | Conforme                  | Johann Heinrich Lambert                                                  | 1772                 | |
| Conique d'Albers                                                                                            |                      | Conique                    | Équivalente               | Heinrich C. Albers                                                       | 1805                 | |
| Globulaire de Nicolosi                                                                                      |                      | Polyconique                |                           | Abū Rayḥān al-Bīrūnī; réinventée par Giovan Battista Nicolosi, 1660 .:14 | 1000 (env.)          | |
| Werner |                      | Pseudo-conique             | Équivalente               | Johannes Stabius                                                         | 1500 (env.)          | |
| Bonne |                      | Pseudo-conique, cordiforme | Équivalente               | Bernardus Sylvanus                                                       | 1511                 | |
| Bottomley                                                                                                   |                      | Pseudo-conique             | Équivalente               | Henry Bottomley                                                          | 2003                 | |
| Polyconique                                                                                                 |                      | Pseudo-conique             |                           | Ferdinand Rudolph Hassler                                                | 1820 (env.)          | |
| Postel =Azimutale équidistante zénithale équidistante                                                       |                      | Azimutale                  | Équidistante              | Al-Biruni                                                                | 1000 (env.)          | |
| Gnomonique                                                                                                  |                      | Azimutale                  | Gnomonique                | Thales (probablement)                                                    | 580 av. J-C (env.)   | |
| Azimutale équivalente de Lambert                                                                            |                      | Azimutale                  | Équivalente               | Johann Heinrich Lambert                                                  | 1772                 | |
| Stéréographique                                                                                             |                      | Azimutale                  | Conforme                  | Hipparque                                                                | 200 av J.-C. (env.)  | |
| Orthographique                                                                                              |                      | Azimutale                  |                           | Hipparque                                                                | 200 av. J.-C. (env.) | |
| Perspective verticale                                                                                       |                      | Azimutale                  |                           | Matthias Seutter                                                         | 1740                 | |
| Équidistante deux-points                                                                                    |                      | Azimutale                  | Équidistante              | Hans Maurer                                                              | 1919                 | |
| Quinconce de Peirce                                                                                         |                      | Autre                      | Conforme                  | Charles Sanders Peirce                                                   | 1879                 | |
| Guyou |                      | Autre                      | Conforme                  | Émile Guyou                                                              | 1887                 | |
| Adams |                      | Autre                      | Conforme                  | Oscar Sherman Adams                                                      | 1925                 | |
| Cahill |                      | Polyhédrale                | Compromis                 | Bernard Joseph Stanislaus Cahill                                         | 1909                 | |
| Cahill-Keynes                                                                                               |                      | Polyhédrale                | Compromis                 | Gene Keyes                                                               | 1975                 | |
| Papillon de Waterman                                                                                        |                      | Polyhédrale                | Compromis                 | Steve Waterman                                                           | 1996                 | |
| Cube sphérique quatrilatéralisé                                                                             |                      | Polyhédrale                | Équivalente               | F. Kenneth Chan, E. M. O’Neill                                           | 1973                 | |
| Fuller |                      | Polyhédrale                | Compromis                 | Buckminster Fuller                                                       | 1943                 | |
| Projection myriadréale                                                                                      |                      | Polyhédrale                |                           | Jarke J. van Wijk                                                        | 2008                 | |
| Rétro-azimutale de Craig = Mecca                                                                            |                      | Rétroazimutale             |                           | James Ireland Craig                                                      | 1909                 | |
| Hammer retroazimuthal, front hemisphere                                                                     |                      | Rétroazimutale             |                           | Ernst Hammer                                                             | 1910                 | |
| Rétro-azimutale de Hammer                                                                                   |                      | Rétroazimutale             |                           | Ernst Hammer                                                             | 1910                 | |
| Littrow |                      | Rétroazimutale             |                           | Joseph Johann Littrow                                                    | 1833                 | |
| Projection Authagraph                                                                                       |                      | Tétrahédrale               | quasi équivalente         | Hajime Narukawa                                                          | 1999                 | La carte est fabriquée par division égale d'une surface sphérique en 96 triangles transposés sur tétraèdre                                                                                       |
| Projection en octant                                                                                        |                      | Polyhédrale                | Compromis                 | Leonardo da Vinci                                                        | 1514                 | |
| Ovale d'Ortelius                                                                                            |                      | Pseudo-cylindrique         | Compromis                 | Battista Agnese                                                          | 1540                 | |
| Cylindrique centrale                                                                                        |                      | Cylindrique                | Perspective               | (inconnu)                                                                | 1850 (env.)          | |